# Уанго
Уанго (фр. Ouango) — город на юге Центральноафриканской Республики, на территории префектуры Мбому.

## География
Абсолютная высота — 451 метр над уровнем моря. Расположен на границе с ДРК.

## Население
По данным на 2013 год численность населения составляет 6438 человека.
Динамика численности населения города по годам:
| 1988 | 2013 |
| ---- | ---- |
| 3600 | 6438 |